# Zootrophion gracilentum
Zootrophion gracilentum là một loài thực vật có hoa trong họ Lan. Loài này được (Rchb.f.) Luer miêu tả khoa học đầu tiên năm 1982.